# Col de la Croix de Fer
El Col de la Croix de Fer, conocido también como Croix de Fer, es un puerto de montaña de 2067 metros de altitud, situado en los Alpes franceses, en el departamento de Saboya, en una carretera que une las localidades de Le Bourg-d'Oisans y Saint-Jean-de-Maurienne.
La ruta desde Saint-Jean-de-Maurienne, por la vertiente noreste tiene una longitud de 29,5 km, y la ruta por el suroeste desde Rochetaillée tiene una longitud de 31,5 km. Cuando se procede de este lugar, hay un desvío a 2,5 km de la cumbre, que conduce al Col du Glandon.
Cabe destacar que esta montaña, junto al Col du Télégraphe, el Col du Galibier y el Alpe d'Huez, forma parte de la prestigiosa prueba ciclodeportiva La Marmotte.

## Tour de Francia
Esta montaña ha sido incluida un total de veintiuna veces en el Tour de Francia, la primera en el año 1947, y la última en el año 2022. Los primeros en coronar la cima han sido:
- 1947:  Fermo Camellini
- 1948:  Gino Bartali
- 1952:  Fausto Coppi
- 1956:  René Marigil
- 1961:  Guy Ignolin
- 1963:  Federico Martín Bahamontes
- 1966:  Joaquim Galera
- 1986:  Bernard Hinault
- 1989:  Gert-Jan Theunisse
- 1992:  Eric Boyer
- 1995:  Richard Virenque
- 1998:  Rodolfo Massi
- 1999:  Stéphane Heulot
- 2006:  Michael Rasmussen
- 2008:  Peter Velits
- 2012:  Fredrik Kessiakoff
- 2015 (etapa 19):  Pierre Rolland
- 2015 (etapa 20):  Alexandre Geniez
- 2017:  Thomas de Gendt
- 2018:  Steven Kruijswijk
- 2022:  Giulio Ciccone

## Características
- Altitud: 2067 m.
- Situación: 45° 14′ 0″ N; 6° 16′ 0″ E

## Galería de imágenes

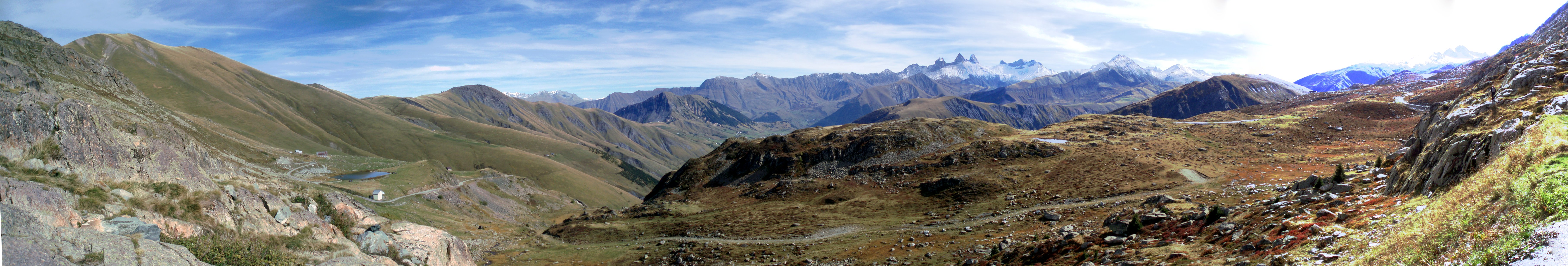
Vista panorámica de la Croix-de-Fer
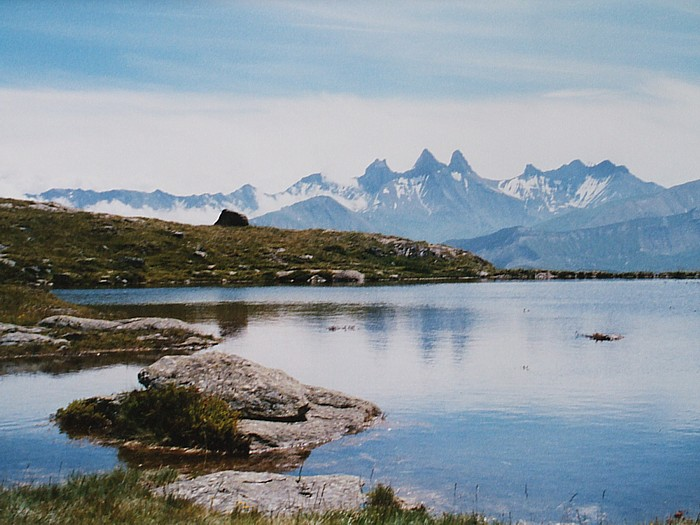
Otra vista
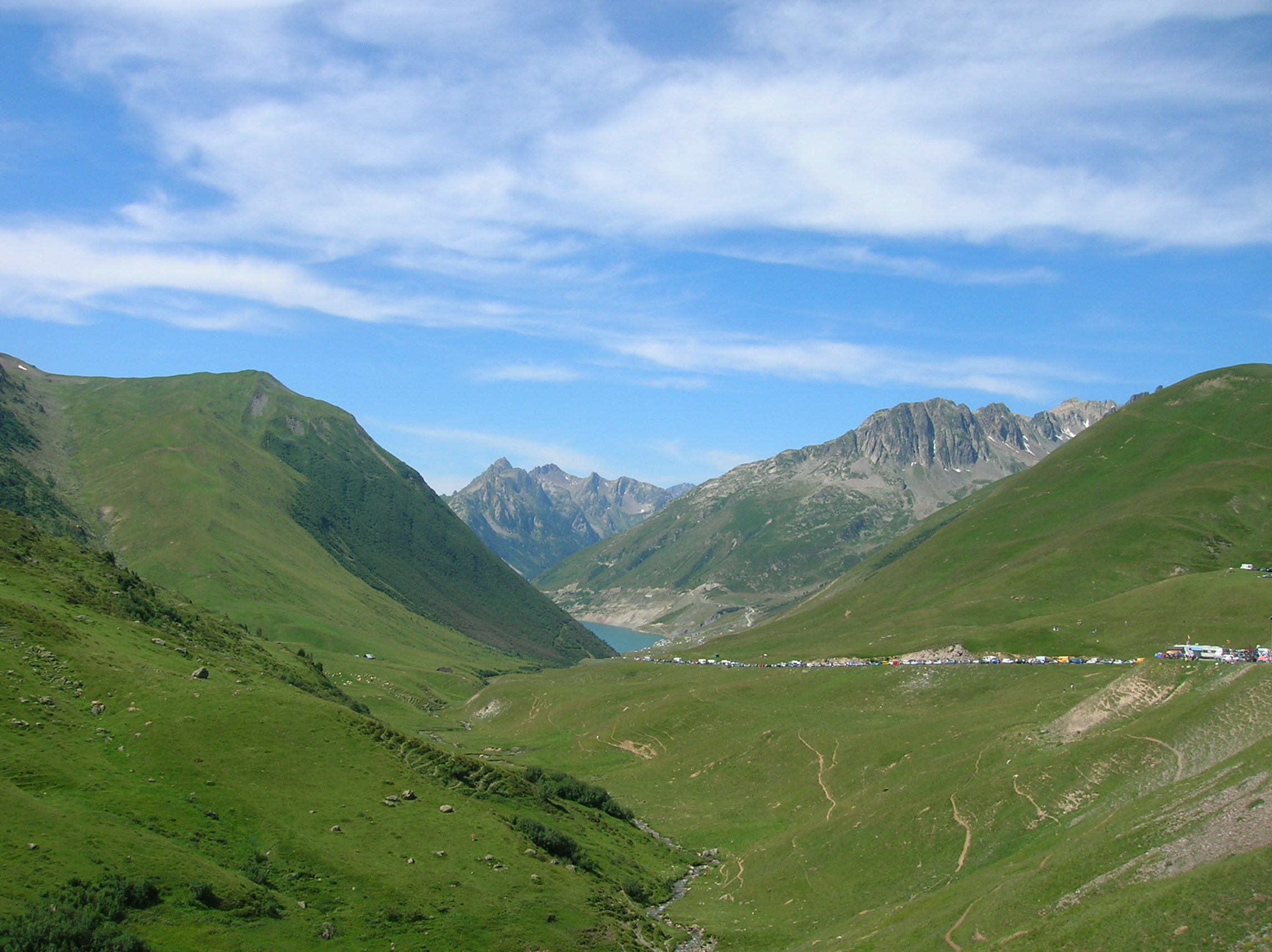
Vista desde la cima del puerto
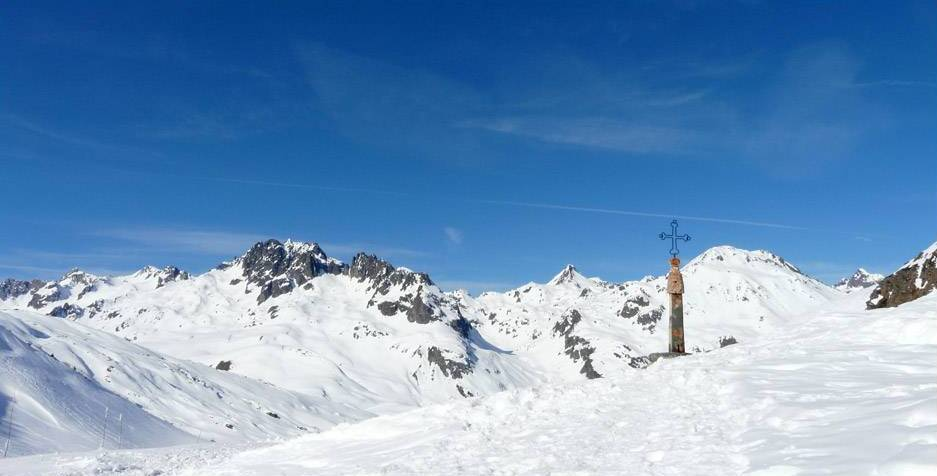
El puerto y la cruz en invierno